# Alanis Morissette/Auszeichnungen für Musikverkäufe

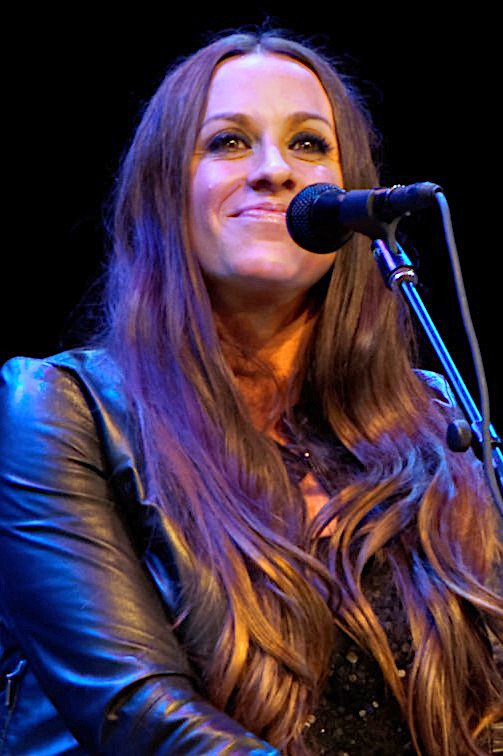
Alanis Morissette (2014)

Dies ist eine Übersicht über die Auszeichnungen für Musikverkäufe der kanadischen Pop-Sängerin Alanis Morissette. Die Auszeichnungen finden sich nach ihrer Art (Gold, Platin usw.), nach Staaten getrennt in chronologischer Reihenfolge, geordnet sowie nach den Tonträgern selbst, ebenfalls in chronologischer Reihenfolge, getrennt nach Medium (Alben, Singles usw.), wieder.

## Auszeichnungen
| - Frankreich - 1996: für die Single Ironic - Vereinigtes Königreich - 2004: für das Album So-Called Chaos - 2020: für die Single Head over Feet - 2023: für die Single You Learn - Argentinien - 1998: für das Album Supposed Former Infatuation Junkie - 1999: für das Album MTV Unplugged - Australien - 1996: für die Single Ironic - 1997: für die Single Head over Feet - 1998: für die Single Thank U - 2003: für die Single Hands Clean - Belgien - 1998: für das Album Supposed Former Infatuation Junkie - 2000: für das Album MTV Unplugged - 2002: für das Album Under Rug Swept - Brasilien - 1999: für das Album Supposed Former Infatuation Junkie - 2004: für das Videoalbum Feast on Scraps - 2005: für das Album So-Called Chaos - Chile - 1999: für das Album Supposed Former Infatuation Junkie - Dänemark - 2007: für das Album The Collection - 2020: für die Single Ironic - Deutschland - 2002: für das Album Under Rug Swept - 2004: für das Album So-Called Chaos - 2008: für das Album The Collection - 2012: für das Album Havoc and Bright Lights - 2022: für die Single Guardian - Finnland - 1999: für das Album Supposed Former Infatuation Junkie - Frankreich - 2000: für das Album MTV Unplugged - 2002: für das Album Under Rug Swept - Griechenland - 1999: für das Album Jagged Little Pill - Indonesien - 1999: für das Album Supposed Former Infatuation Junkie - Israel - 1996: für das Album Jagged Little Pill - Italien - 2008: für das Album Flavors of Entanglement - 2012: für die Single Guardian - 2021: für die Single Ironic - Malaysia - 1999: für das Album Supposed Former Infatuation Junkie - Mexiko - 1999: für das Album Supposed Former Infatuation Junkie - Niederlande - 2002: für das Album Under Rug Swept - Norwegen - 1996: für die Single Ironic - 1999: für die Single Thank U - Österreich - 1999: für das Album MTV Unplugged - 2002: für das Album Under Rug Swept - 2004: für das Album So-Called Chaos - Philippinen - 1999: für das Album Supposed Former Infatuation Junkie - Polen - 1996: für das Album Jagged Little Pill - Portugal - 2006: für das Album The Collection - Schweiz - 1999: für das Album MTV Unplugged - 2008: für das Album Flavors of Entanglement - Spanien - 2003: für das Album Under Rug Swept - 2024: für die Single Ironic - Taiwan - 1999: für das Album Supposed Former Infatuation Junkie - Thailand - 1999: für das Album Supposed Former Infatuation Junkie - Tschechien - 1999: für das Album Supposed Former Infatuation Junkie - Vereinigte Staaten - 1996: für die Single Ironic - 2000: für das Album MTV Unplugged - Vereinigtes Königreich - 2002: für das Album Under Rug Swept - 2004: für das Album MTV Unplugged - 2013: für das Videoalbum Jagged Little Pill, Live - 2016: für das Album Jagged Little Pill Acoustic - 2021: für das Album Havoc and Bright Lights - 2023: für die Single Hand in My Pocket - 2025: für die Single Thank U | - Frankreich - 2000: für das Album Supposed Former Infatuation Junkie - Argentinien - 1995: für das Album Jagged Little Pill - Australien - 1995: für die Single You Oughta Know - 1998: für das Videoalbum Jagged Little Pill, Live - 2003: für das Album Under Rug Swept - Brasilien - 2002: für das Album MTV Unplugged - 2003: für das Album Under Rug Swept - Dänemark - 1999: für das Album Supposed Former Infatuation Junkie - Deutschland - 1998: für das Album Supposed Former Infatuation Junkie - 2004: für das Album MTV Unplugged - Europa - 2000: für das Album MTV Unplugged - 2002: für das Album Under Rug Swept - Finnland - 1996: für das Album Jagged Little Pill - Frankreich - 1995: für das Album Jagged Little Pill - Hongkong - 1999: für das Album Supposed Former Infatuation Junkie - Indonesien - 1999: für das Album Jagged Little Pill - Japan - 1998: für das Album Supposed Former Infatuation Junkie - 1999: für das Album Jagged Little Pill - 2002: für das Album Under Rug Swept - Kanada - 1991: für das Album Alanis - 2002: für das Album Under Rug Swept - Neuseeland - 2023: für die Single Hand in My Pocket - Niederlande - 1999: für das Album Supposed Former Infatuation Junkie - 2000: für das Album MTV Unplugged - Norwegen - 1996: für das Album Jagged Little Pill - 1998: für das Album Supposed Former Infatuation Junkie - Österreich - 1998: für das Album Supposed Former Infatuation Junkie - Portugal - 1999: für das Album Supposed Former Infatuation Junkie - Schweden - 1998: für das Album Supposed Former Infatuation Junkie - Schweiz - 1996: für das Album Jagged Little Pill - 1998: für das Album Supposed Former Infatuation Junkie - 2002: für das Album Under Rug Swept - 2005: für das Album So-Called Chaos - Spanien - 1998: für das Album Supposed Former Infatuation Junkie - Südkorea - 1999: für das Album Jagged Little Pill - Taiwan - 1999: für das Album Jagged Little Pill - Thailand - 1999: für das Album Jagged Little Pill - Vereinigte Staaten - 1997: für das Videoalbum Jagged Little Pill, Live - 2002: für das Album Under Rug Swept - Vereinigtes Königreich - 1998: für das Album Supposed Former Infatuation Junkie - 2025: für das Album The Collection - 2025: für die Single You Oughta Know | - Australien - 1998: für das Album Supposed Former Infatuation Junkie - Belgien - 2004: für das Album Jagged Little Pill - Brasilien - 2005: für das Album Jagged Little Pill - Chile - 1999: für das Album Jagged Little Pill - Deutschland - 2005: für das Album Jagged Little Pill - Europa - 1998: für das Album Supposed Former Infatuation Junkie - Hongkong - 1999: für das Album Jagged Little Pill - Italien - 1999: für das Album Supposed Former Infatuation Junkie - Neuseeland - 1999: für das Album Supposed Former Infatuation Junkie - 2024: für die Single Ironic - Österreich - 2000: für das Album Jagged Little Pill - Portugal - 2001: für das Album MTV Unplugged - 2006: für das Album Jagged Little Pill - Schweden - 1998: für das Album Jagged Little Pill - Singapur - 1999: für das Album Supposed Former Infatuation Junkie - Tschechien - 1999: für das Album Jagged Little Pill - Vereinigtes Königreich - 2025: für die Single Ironic - Irland - 1999: für das Album Supposed Former Infatuation Junkie - Malaysia - 1999: für das Album Jagged Little Pill - Mexiko - 1999: für das Album Jagged Little Pill - Spanien - 1996: für das Album Jagged Little Pill - Vereinigte Staaten - 1998: für das Album Supposed Former Infatuation Junkie - Kanada - 1998: für das Album Supposed Former Infatuation Junkie - Niederlande - 2000: für das Album Jagged Little Pill - Vereinigte Staaten - 2004: für die Videosingle Everything - Singapur - 1999: für das Album Jagged Little Pill - Italien - 1999: für das Album Jagged Little Pill - Philippinen - 1999: für das Album Jagged Little Pill - Europa - 2002: für das Album Jagged Little Pill - Dänemark - 2021: für das Album Jagged Little Pill - Vereinigtes Königreich - 2002: für das Album Jagged Little Pill - Irland - 1999: für das Album Jagged Little Pill - Spanien - 2000: für das Album MTV Unplugged - Australien - 1998: für das Album Jagged Little Pill - Neuseeland - 1997: für das Album Jagged Little Pill - Vereinigte Staaten - 2024: für das Album Jagged Little Pill - Brasilien - 2008: für die Single Underneath - Kanada - 1996: für das Album Jagged Little Pill |

## Auszeichnungen nach Alben

### Alanis
| Land/Region | Auszeichnungen für Musikverkäufe (Land/Region, Auszeichnung, Verkäufe) | Verkäufe |
| ----------- | ---------------------------------------------------------------------- | -------- |
| Kanada (MC) | Platin                                                                 | 100.000  |
| Insgesamt   | 1× Platin ·                                                            | 100.000  |

### Jagged Little Pill
| Land/Region                  | Auszeichnungen für Musikverkäufe (Land/Region, Auszeichnung, Verkäufe) | Verkäufe    |
| ---------------------------- | ---------------------------------------------------------------------- | ----------- |
| Argentinien (CAPIF)          | Platin                                                                 | 60.000      |
| Australien (ARIA)            | 14× Platin                                                             | 1.020.000   |
| Belgien (BRMA)               | 2× Platin                                                              | (100.000)   |
| Brasilien (PMB)              | 2× Platin                                                              | 500.000     |
| Chile (IFPI)                 | 2× Platin                                                              | 50.000      |
| Dänemark (IFPI)              | 9× Platin                                                              | (180.000)   |
| Deutschland (BVMI)           | 2× Platin                                                              | (1.000.000) |
| Europa (IFPI)                | 7× Platin                                                              | 7.000.000   |
| Finnland (IFPI)              | Platin                                                                 | (65.860)    |
| Frankreich (SNEP)            | Platin                                                                 | (300.000)   |
| Griechenland (IFPI)          | Gold                                                                   | (15.000)    |
| Hongkong (IFPI/HKRIA)        | 2× Platin                                                              | 40.000      |
| Indonesien (ASIRI)           | Platin                                                                 | 50.000      |
| Irland (IRMA)                | 13× Platin                                                             | (180.000)   |
| Israel (IFPI)                | Gold                                                                   | 20.000      |
| Italien (FIMI)               | 6× Platin                                                              | (600.000)   |
| Japan (RIAJ)                 | Platin                                                                 | 500.000     |
| Kanada (MC)                  | 2× Diamant                                                             | 2.000.000   |
| Malaysia (RIM)               | 3× Platin                                                              | 150.000     |
| Mexiko (AMPROFON)            | 3× Platin                                                              | 750.000     |
| Neuseeland (RMNZ)            | 14× Platin                                                             | 210.000     |
| Niederlande (NVPI)           | 4× Platin                                                              | (320.000)   |
| Norwegen (IFPI)              | Platin                                                                 | (50.000)    |
| Österreich (IFPI)            | 2× Platin                                                              | (100.000)   |
| Philippinen (PARI)           | 6× Platin                                                              | 240.000     |
| Polen (ZPAV)                 | Gold                                                                   | (50.000)    |
| Portugal (AFP)               | 2× Platin                                                              | (40.000)    |
| Schweden (IFPI)              | 2× Platin                                                              | (200.000)   |
| Schweiz (IFPI)               | Platin                                                                 | (50.000)    |
| Singapur (RIAS)              | 5× Platin                                                              | (75.000)    |
| Spanien (Promusicae)         | 3× Platin                                                              | (300.000)   |
| Südkorea (KMCA)              | Platin                                                                 | 30.000      |
| Taiwan (RIT)                 | Platin                                                                 | 50.000      |
| Thailand (TECA)              | Platin                                                                 | 50.000      |
| Tschechien (IFPI)            | 2× Platin                                                              | (100.000)   |
| Vereinigte Staaten (RIAA)    | 17× Platin                                                             | 17.000.000  |
| Vereinigtes Königreich (BPI) | 10× Platin                                                             | (3.000.000) |
| Insgesamt                    | 3× Gold · 130× Platin · 3× Diamant ·                                   | 30.005.000  |

### Supposed Former Infatuation Junkie
| Land/Region                  | Auszeichnungen für Musikverkäufe (Land/Region, Auszeichnung, Verkäufe) | Verkäufe  |
| ---------------------------- | ---------------------------------------------------------------------- | --------- |
| Argentinien (CAPIF)          | Gold                                                                   | 30.000    |
| Australien (ARIA)            | 2× Platin                                                              | 140.000   |
| Belgien (BRMA)               | Gold                                                                   | (25.000)  |
| Brasilien (PMB)              | Gold                                                                   | 100.000   |
| Chile (IFPI)                 | Gold                                                                   | 15.000    |
| Dänemark (IFPI)              | Platin                                                                 | (50.000)  |
| Deutschland (BVMI)           | Platin                                                                 | (500.000) |
| Europa (IFPI)                | 2× Platin                                                              | 2.000.000 |
| Finnland (IFPI)              | Gold                                                                   | (20.846)  |
| Frankreich (SNEP)            | 2× Gold                                                                | (200.000) |
| Hongkong (IFPI/HKRIA)        | Platin                                                                 | (20.000)  |
| Indonesien (ASIRI)           | Gold                                                                   | 25.000    |
| Irland (IRMA)                | 3× Platin                                                              | (45.000)  |
| Italien (FIMI)               | 2× Platin                                                              | (200.000) |
| Japan (RIAJ)                 | Platin                                                                 | 200.000   |
| Kanada (MC)                  | 4× Platin                                                              | 400.000   |
| Malaysia (RIM)               | Gold                                                                   | 25.000    |
| Mexiko (AMPROFON)            | Gold                                                                   | 100.000   |
| Neuseeland (RMNZ)            | 2× Platin                                                              | 30.000    |
| Niederlande (NVPI)           | Platin                                                                 | (100.000) |
| Norwegen (IFPI)              | Platin                                                                 | (50.000)  |
| Österreich (IFPI)            | Platin                                                                 | (50.000)  |
| Philippinen (PARI)           | Gold                                                                   | 20.000    |
| Portugal (AFP)               | Platin                                                                 | (40.000)  |
| Schweden (IFPI)              | Platin                                                                 | (80.000)  |
| Schweiz (IFPI)               | Platin                                                                 | (50.000)  |
| Singapur (RIAS)              | 2× Platin                                                              | 30.000    |
| Spanien (Promusicae)         | Platin                                                                 | (100.000) |
| Taiwan (RIT)                 | Gold                                                                   | 25.000    |
| Thailand (TECA)              | Gold                                                                   | 25.000    |
| Tschechien (IFPI)            | Gold                                                                   | (25.000)  |
| Vereinigte Staaten (RIAA)    | 3× Platin                                                              | 3.000.000 |
| Vereinigtes Königreich (BPI) | Platin                                                                 | (300.000) |
| Insgesamt                    | 14× Gold · 32× Platin ·                                                | 6.185.000 |

### MTV Unplugged
| Land/Region                  | Auszeichnungen für Musikverkäufe (Land/Region, Auszeichnung, Verkäufe) | Verkäufe    |
| ---------------------------- | ---------------------------------------------------------------------- | ----------- |
| Argentinien (CAPIF)          | Gold                                                                   | 30.000      |
| Belgien (BRMA)               | Gold                                                                   | 25.000      |
| Brasilien (PMB)              | Platin                                                                 | 250.000     |
| Deutschland (BVMI)           | Platin                                                                 | 300.000     |
| Europa (IFPI)                | Platin                                                                 | (1.000.000) |
| Frankreich (SNEP)            | Gold                                                                   | 100.000     |
| Niederlande (NVPI)           | Platin                                                                 | 80.000      |
| Österreich (IFPI)            | Gold                                                                   | 25.000      |
| Portugal (AFP)               | 2× Platin                                                              | 80.000      |
| Schweiz (IFPI)               | Gold                                                                   | 25.000      |
| Spanien (Promusicae)         | 13× Platin                                                             | 1.300.000   |
| Vereinigte Staaten (RIAA)    | Gold                                                                   | 500.000     |
| Vereinigtes Königreich (BPI) | Gold                                                                   | 100.000     |
| Insgesamt                    | 7× Gold · 19× Platin ·                                                 | 2.815.000   |

### Under Rug Swept
| Land/Region                  | Auszeichnungen für Musikverkäufe (Land/Region, Auszeichnung, Verkäufe) | Verkäufe  |
| ---------------------------- | ---------------------------------------------------------------------- | --------- |
| Argentinien (CAPIF)          | Gold                                                                   | 30.000    |
| Australien (ARIA)            | Platin                                                                 | 70.000    |
| Belgien (BRMA)               | Gold                                                                   | (25.000)  |
| Brasilien (PMB)              | Platin                                                                 | 125.000   |
| Deutschland (BVMI)           | Gold                                                                   | (150.000) |
| Europa (IFPI)                | Platin                                                                 | 1.000.000 |
| Frankreich (SNEP)            | Gold                                                                   | (100.000) |
| Japan (RIAJ)                 | Platin                                                                 | 200.000   |
| Kanada (MC)                  | Platin                                                                 | 100.000   |
| Niederlande (NVPI)           | Gold                                                                   | (40.000)  |
| Österreich (IFPI)            | Gold                                                                   | (20.000)  |
| Schweiz (IFPI)               | Platin                                                                 | (40.000)  |
| Spanien (Promusicae)         | Gold                                                                   | (50.000)  |
| Vereinigte Staaten (RIAA)    | Platin                                                                 | 1.000.000 |
| Vereinigtes Königreich (BPI) | Gold                                                                   | (100.000) |
| Insgesamt                    | 8× Gold · 7× Platin ·                                                  | 2.525.000 |

### So-Called Chaos
| Land/Region                  | Auszeichnungen für Musikverkäufe (Land/Region, Auszeichnung, Verkäufe) | Verkäufe |
| ---------------------------- | ---------------------------------------------------------------------- | -------- |
| Brasilien (PMB)              | Gold                                                                   | 50.000   |
| Deutschland (BVMI)           | Gold                                                                   | 100.000  |
| Österreich (IFPI)            | Gold                                                                   | 10.000   |
| Schweiz (IFPI)               | Platin                                                                 | 20.000   |
| Vereinigtes Königreich (BPI) | Silber                                                                 | 60.000   |
| Insgesamt                    | 1× Silber · 3× Gold · 1× Platin ·                                      | 240.000  |

### Jagged Little Pill Acoustic
| Land/Region                  | Auszeichnungen für Musikverkäufe (Land/Region, Auszeichnung, Verkäufe) | Verkäufe |
| ---------------------------- | ---------------------------------------------------------------------- | -------- |
| Vereinigtes Königreich (BPI) | Gold                                                                   | 100.000  |
| Insgesamt                    | 1× Gold ·                                                              | 100.000  |

### The Collection
| Land/Region                  | Auszeichnungen für Musikverkäufe (Land/Region, Auszeichnung, Verkäufe) | Verkäufe |
| ---------------------------- | ---------------------------------------------------------------------- | -------- |
| Dänemark (IFPI)              | Gold                                                                   | 20.000   |
| Deutschland (BVMI)           | Gold                                                                   | 100.000  |
| Portugal (AFP)               | Gold                                                                   | 10.000   |
| Vereinigtes Königreich (BPI) | Platin                                                                 | 300.000  |
| Insgesamt                    | 2× Gold · 1× Platin ·                                                  | 410.000  |

### Flavors of Entanglement
| Land/Region               | Auszeichnungen für Musikverkäufe (Land/Region, Auszeichnung, Verkäufe) | Verkäufe |
| ------------------------- | ---------------------------------------------------------------------- | -------- |
| Italien (FIMI)            | Gold                                                                   | 40.000   |
| Schweiz (IFPI)            | Gold                                                                   | 10.000   |
| Vereinigte Staaten (RIAA) | —                                                                      | 235.000  |
| Insgesamt                 | 2× Gold ·                                                              | 285.000  |

### Havoc and Bright Lights
| Land/Region                  | Auszeichnungen für Musikverkäufe (Land/Region, Auszeichnung, Verkäufe) | Verkäufe |
| ---------------------------- | ---------------------------------------------------------------------- | -------- |
| Deutschland (BVMI)           | Gold                                                                   | 100.000  |
| Vereinigtes Königreich (BPI) | Silber                                                                 | 60.000   |
| Insgesamt                    | 1× Silber · 1× Gold ·                                                  | 160.000  |

## Auszeichnungen nach Singles

### Hand in My Pocket
| Land/Region                  | Auszeichnungen für Musikverkäufe (Land/Region, Auszeichnung, Verkäufe) | Verkäufe |
| ---------------------------- | ---------------------------------------------------------------------- | -------- |
| Neuseeland (RMNZ)            | Platin                                                                 | 30.000   |
| Vereinigtes Königreich (BPI) | Gold                                                                   | 400.000  |
| Insgesamt                    | 1× Gold · 1× Platin ·                                                  | 430.000  |

### You Oughta Know
| Land/Region                  | Auszeichnungen für Musikverkäufe (Land/Region, Auszeichnung, Verkäufe) | Verkäufe |
| ---------------------------- | ---------------------------------------------------------------------- | -------- |
| Australien (ARIA)            | Platin                                                                 | 70.000   |
| Vereinigtes Königreich (BPI) | Platin                                                                 | 600.000  |
| Insgesamt                    | 2× Platin ·                                                            | 670.000  |

### Ironic
| Land/Region                  | Auszeichnungen für Musikverkäufe (Land/Region, Auszeichnung, Verkäufe) | Verkäufe  |
| ---------------------------- | ---------------------------------------------------------------------- | --------- |
| Australien (ARIA)            | Gold                                                                   | 35.000    |
| Dänemark (IFPI)              | Gold                                                                   | 45.000    |
| Frankreich (SNEP)            | Silber                                                                 | 125.000   |
| Italien (FIMI)               | Gold                                                                   | 35.000    |
| Neuseeland (RMNZ)            | 2× Platin                                                              | 60.000    |
| Norwegen (IFPI)              | Gold                                                                   | 10.000    |
| Spanien (Promusicae)         | Gold                                                                   | 30.000    |
| Vereinigte Staaten (RIAA)    | Gold                                                                   | 500.000   |
| Vereinigtes Königreich (BPI) | 2× Platin                                                              | 1.200.000 |
| Insgesamt                    | 1× Silber · 6× Gold · 4× Platin ·                                      | 2.040.000 |

### You Learn
| Land/Region                  | Auszeichnungen für Musikverkäufe (Land/Region, Auszeichnung, Verkäufe) | Verkäufe |
| ---------------------------- | ---------------------------------------------------------------------- | -------- |
| Vereinigtes Königreich (BPI) | Silber                                                                 | 200.000  |
| Insgesamt                    | 1× Silber ·                                                            | 200.000  |

### Head over Feet
| Land/Region                  | Auszeichnungen für Musikverkäufe (Land/Region, Auszeichnung, Verkäufe) | Verkäufe |
| ---------------------------- | ---------------------------------------------------------------------- | -------- |
| Australien (ARIA)            | Gold                                                                   | 35.000   |
| Vereinigtes Königreich (BPI) | Silber                                                                 | 200.000  |
| Insgesamt                    | 1× Silber · 1× Gold ·                                                  | 235.000  |

### Thank U
| Land/Region                  | Auszeichnungen für Musikverkäufe (Land/Region, Auszeichnung, Verkäufe) | Verkäufe |
| ---------------------------- | ---------------------------------------------------------------------- | -------- |
| Australien (ARIA)            | Gold                                                                   | 35.000   |
| Norwegen (IFPI)              | Gold                                                                   | 10.000   |
| Vereinigtes Königreich (BPI) | Gold                                                                   | 400.000  |
| Insgesamt                    | 3× Gold ·                                                              | 445.000  |

### Hands Clean
| Land/Region       | Auszeichnungen für Musikverkäufe (Land/Region, Auszeichnung, Verkäufe) | Verkäufe |
| ----------------- | ---------------------------------------------------------------------- | -------- |
| Australien (ARIA) | Gold                                                                   | 35.000   |
| Insgesamt         | 1× Gold ·                                                              | 35.000   |

### Everything (Videosingle)
| Land/Region               | Auszeichnungen für Musikverkäufe (Land/Region, Auszeichnung, Verkäufe) | Verkäufe |
| ------------------------- | ---------------------------------------------------------------------- | -------- |
| Vereinigte Staaten (RIAA) | 4× Platin                                                              | 200.000  |
| Insgesamt                 | 4× Platin ·                                                            | 200.000  |

### Underneath
| Land/Region     | Auszeichnungen für Musikverkäufe (Land/Region, Auszeichnung, Verkäufe) | Verkäufe |
| --------------- | ---------------------------------------------------------------------- | -------- |
| Brasilien (PMB) | Diamant                                                                | 250.000  |
| Insgesamt       | 1× Diamant ·                                                           | 250.000  |

### Guardian
| Land/Region        | Auszeichnungen für Musikverkäufe (Land/Region, Auszeichnung, Verkäufe) | Verkäufe |
| ------------------ | ---------------------------------------------------------------------- | -------- |
| Deutschland (BVMI) | Gold                                                                   | 150.000  |
| Italien (FIMI)     | Gold                                                                   | 15.000   |
| Insgesamt          | 2× Gold ·                                                              | 165.000  |

## Auszeichnungen nach Videoalben

### Jagged Little Pill, Live
| Land/Region                  | Auszeichnungen für Musikverkäufe (Land/Region, Auszeichnung, Verkäufe) | Verkäufe |
| ---------------------------- | ---------------------------------------------------------------------- | -------- |
| Australien (ARIA)            | Platin                                                                 | 15.000   |
| Vereinigte Staaten (RIAA)    | Gold                                                                   | 50.000   |
| Vereinigtes Königreich (BPI) | Gold                                                                   | 25.000   |
| Insgesamt                    | 2× Gold · 1× Platin ·                                                  | 90.000   |

### Feast on Scraps
| Land/Region     | Auszeichnungen für Musikverkäufe (Land/Region, Auszeichnung, Verkäufe) | Verkäufe |
| --------------- | ---------------------------------------------------------------------- | -------- |
| Brasilien (PMB) | Gold                                                                   | 25.000   |
| Insgesamt       | 1× Gold ·                                                              | 25.000   |

## Statistik und Quellen
| Land/RegionAuszeichnungen für Musikverkäufe (Land/Region, Auszeichnungen, Verkäufe, Quellen) | Silber     | Gold       | Platin         | Diamant     | Verkäufe     | Quellen                                                     |
| -------------------------------------------------------------------------------------------- | ---------- | ---------- | -------------- | ----------- | ------------ | ----------------------------------------------------------- |
| Argentinien (CAPIF)                                                                          | —          | 2× Gold2   | Platin1        | —           | 120.000      | capif.org.ar (Memento vom 6. Juli 2011 im Internet Archive) |
| Australien (ARIA)                                                                            | —          | 4× Gold4   | 19× Platin19   | —           | 1.455.000    | aria.com.au                                                 |
| Belgien (BRMA)                                                                               | —          | 3× Gold3   | 2× Platin2     | —           | 175.000      | ultratop.be                                                 |
| Brasilien (PMB)                                                                              | —          | 3× Gold3   | 4× Platin4     | Diamant1    | 1.300.000    | pro-musicabr.org.br BR2                                     |
| Chile (IFPI)                                                                                 | —          | Gold1      | 2× Platin2     | —           | 65.000       | Einzelnachweise                                             |
| Dänemark (IFPI)                                                                              | —          | 2× Gold2   | 10× Platin10   | —           | 295.000      | ifpi.dk hitlisten.nu                                        |
| Deutschland (BVMI)                                                                           | —          | 5× Gold5   | 4× Platin4     | —           | 2.300.000    | musikindustrie.de                                           |
| Europa (IFPI)                                                                                | —          | —          | 11× Platin11   | —           | (11.000.000) | ifpi.org (Memento vom 1. Januar 2014 im Internet Archive)   |
| Finnland (IFPI)                                                                              | —          | Gold1      | Platin1        | —           | 86.706       | ifpi.fi                                                     |
| Frankreich (SNEP)                                                                            | Silber1    | 4× Gold4   | Platin1        | —           | 825.000      | infodisc.fr snepmusique.com                                 |
| Griechenland (IFPI)                                                                          | —          | Gold1      | —              | —           | 15.000       | Einzelnachweise                                             |
| Hongkong (IFPI/HKRIA)                                                                        | —          | —          | 3× Platin3     | —           | 60.000       | Einzelnachweise                                             |
| Indonesien (ASIRI)                                                                           | —          | Gold1      | Platin1        | —           | 75.000       | Einzelnachweise                                             |
| Irland (IRMA)                                                                                | —          | —          | 15× Platin15   | —           | 225.000      | Einzelnachweise                                             |
| Israel (IFPI)                                                                                | —          | Gold1      | —              | —           | 20.000       | Einzelnachweise                                             |
| Italien (FIMI)                                                                               | —          | 3× Gold3   | 8× Platin8     | —           | 890.000      | fimi.it                                                     |
| Japan (RIAJ)                                                                                 | —          | —          | 3× Platin3     | —           | 900.000      | riaj.or.jp                                                  |
| Kanada (MC)                                                                                  | —          | —          | 6× Platin6     | 2× Diamant2 | 2.600.000    | musiccanada.com                                             |
| Malaysia (RIM)                                                                               | —          | Gold1      | 3× Platin3     | —           | 175.000      | Einzelnachweise                                             |
| Mexiko (AMPROFON)                                                                            | —          | Gold1      | 3× Platin3     | —           | 850.000      | Einzelnachweise                                             |
| Neuseeland (RMNZ)                                                                            | —          | —          | 19× Platin19   | —           | 330.000      | aotearoamusiccharts.co.nz NZ2                               |
| Niederlande (NVPI)                                                                           | —          | Gold1      | 6× Platin6     | —           | 540.000      | nvpi.nl                                                     |
| Norwegen (IFPI)                                                                              | —          | 2× Gold2   | 2× Platin2     | —           | 120.000      | ifpi.no (Memento vom 5. November 2012 im Internet Archive)  |
| Österreich (IFPI)                                                                            | —          | 3× Gold3   | 3× Platin3     | —           | 205.000      | ifpi.at                                                     |
| Philippinen (PARI)                                                                           | —          | Gold1      | 6× Platin6     | —           | 260.000      | Einzelnachweise                                             |
| Polen (ZPAV)                                                                                 | —          | Gold1      | —              | —           | 50.000       | olis.pl                                                     |
| Portugal (AFP)                                                                               | —          | Gold1      | 5× Platin5     | —           | 170.000      | Einzelnachweise                                             |
| Schweden (IFPI)                                                                              | —          | —          | 3× Platin3     | —           | 280.000      | sverigetopplistan.se                                        |
| Schweiz (IFPI)                                                                               | —          | 2× Gold2   | 4× Platin4     | —           | 195.000      | hitparade.ch                                                |
| Singapur (RIAS)                                                                              | —          | —          | 7× Platin7     | —           | 105.000      | Einzelnachweise                                             |
| Spanien (Promusicae)                                                                         | —          | 2× Gold2   | 17× Platin17   | —           | 1.780.000    | elportaldemusica.es                                         |
| Südkorea (KMCA)                                                                              | —          | —          | Platin1        | —           | 30.000       | Einzelnachweise                                             |
| Taiwan (RIT)                                                                                 | —          | Gold1      | Platin1        | —           | 75.000       | Einzelnachweise                                             |
| Thailand (TECA)                                                                              | —          | Gold1      | Platin1        | —           | 75.000       | Einzelnachweise                                             |
| Tschechien (IFPI)                                                                            | —          | Gold1      | 2× Platin2     | —           | 125.000      | Einzelnachweise                                             |
| Vereinigte Staaten (RIAA)                                                                    | —          | 2× Gold2   | 16× Platin16   | Diamant1    | 22.485.000   | riaa.com                                                    |
| Vereinigtes Königreich (BPI)                                                                 | 4× Silber4 | 6× Gold6   | 15× Platin15   | —           | 7.045.000    | bpi.co.uk                                                   |
| Insgesamt                                                                                    | 5× Silber5 | 57× Gold57 | 205× Platin205 | 4× Diamant4 |              |                                                             |